# جیا دلونگ
جیا دلونگ (انگلیسی: Jia Delong؛ زادهٔ ۴ ژوئیهٔ ۱۹۸۵) بازیکن بیسبال اهل چین است. در بازی‌های المپیک تابستانی ۲۰۰۸ شرکت کرده‌است.